# Firley Cove
Die Firley Cove (englisch für polnisch Zatoka Firleya, auch bekannt als Firlej Cove) ist eine Bucht an der Südküste von King George Island im Archipel der Südlichen Shetlandinseln. Als Nebenbucht des Ezcurra-Fjords in der Admiralty Bay liegt sie zwischen dem Zalewski-Gletscher und dem Rościszewski-Eisfall.
Polnische Wissenschaftler benannten sie 1980 nach Roman Firley, der für die Seetransporteinsätze bei den beiden polnischen Antarktisexpeditionen zwischen 1976 und 1978 verantwortlich war.